# Coppa delle Fiere 1962-1963
La quinta edizione della Coppa delle Fiere venne disputata nella stagione 1962-63. Ci furono cinque rappresentative di alcune delle principali città europee, tre delle quali uscirono al primo turno. La competizione fu vinta dal Valencia, che sconfisse in finale la Dinamo Zagabria.

## Sedicesimi di finale
| Squadra 1           | Totale | Squadra 2                | Andata | Ritorno |
| ------------------- | ------ | ------------------------ | ------ | ------- |
| Sampdoria           | 3 - 0  | Aris Bonnevoie           | 1 - 0  | 2 - 0   |
| Viktoria Colonia    | 5 - 7  | Ferencváros              | 4 - 3  | 1 - 4   |
| Petrolul Ploiești   | 5 - 0  | Zbrojovka Brno           | 4 - 0  | 1 - 0   |
| Vojvodina           | 1 - 2  | Lipsia XI                | 1 - 0  | 0 - 2   |
| Basilea XI          | 0 - 3  | Bayern Monaco            | 0 - 3  | n.d.    |
| Drumcondra          | 6 - 5  | Odense                   | 4 - 1  | 2 - 4   |
| Porto               | 1 - 2  | Dinamo Zagabria          | 1 - 2  | 0 - 0   |
| Olympique Marsiglia | 3 - 4  | Union Saint-Gilloise     | 1 - 0  | 2 - 4   |
| Valencia            | 6 - 4  | Celtic                   | 4 - 2  | 2 - 2   |
| Everton             | 1 - 2  | Dunfermline              | 1 - 0  | 0 - 2   |
| Utrecht XI          | 5 - 3  | Tasmania Berlino         | 3 - 2  | 2 - 1   |
| Hibernian           | 7 - 2  | Staevnet XI (Copenaghen) | 4 - 0  | 3 - 2   |
| Glentoran           | 2 - 8  | Real Saragozza           | 0 - 2  | 2 - 6   |
| Altay               | 3 - 13 | Roma                     | 2 - 3  | 1 - 10  |
| Rapid Vienna        | 1 - 2  | Stella Rossa             | 1 - 1  | 0 - 1   |
| Belenenses          | 2 - 2  | Barcellona               | 1 - 1  | 1 - 1   |

### Ripetizione
| Squadra 1  | Risultato | Squadra 2  |
| ---------- | --------- | ---------- |
| Belenenses | 2 - 3     | Barcellona |

## Ottavi di finale
| Squadra 1         | Totale | Squadra 2            | Andata | Ritorno |
| ----------------- | ------ | -------------------- | ------ | ------- |
| Sampdoria         | 1 - 6  | Ferencváros          | 1 - 0  | 0 - 6   |
| Petrolul Ploiești | 1 - 1  | Lipsia XI            | 1 - 0  | 0 - 1   |
| Bayern Monaco     | 6 - 1  | Drumcondra           | 6 - 0  | 0 - 1   |
| Dinamo Zagabria   | 2 - 2  | Union Saint-Gilloise | 2 - 1  | 0 - 1   |
| Valencia          | 6 - 6  | Dunfermline          | 4 - 0  | 2 - 6   |
| Utrecht XI        | 1 - 3  | Hibernian            | 0 - 1  | 1 - 2   |
| Real Saragozza    | 4 - 5  | Roma                 | 2 - 4  | 2 - 1   |
| Stella Rossa      | 3 - 3  | Barcellona           | 3 - 2  | 0 - 1   |

### Ripetizione
| Squadra 1         | Risultato | Squadra 2            |
| ----------------- | --------- | -------------------- |
| Petrolul Ploiești | 1 - 0     | Lipsia XI            |
| Dinamo Zagabria   | 3 - 2     | Union Saint-Gilloise |
| Valencia          | 1 - 0     | Dunfermline          |
| Stella Rossa      | 1 - 0     | Barcellona           |

## Quarti di finale
| Squadra 1     | Totale | Squadra 2         | Andata | Ritorno |
| ------------- | ------ | ----------------- | ------ | ------- |
| Ferencváros   | 2 - 1  | Petrolul Ploiești | 2 - 0  | 0 - 1   |
| Bayern Monaco | 1 - 4  | Dinamo Zagabria   | 1 - 4  | 0 - 0   |
| Valencia      | 6 - 2  | Hibernian         | 5 - 0  | 1 - 2   |
| Roma          | 3 - 2  | Stella Rossa      | 3 - 0  | 0 - 2   |

## Semifinali
| Squadra 1   | Totale | Squadra 2       | Andata | Ritorno |
| ----------- | ------ | --------------- | ------ | ------- |
| Ferencváros | 1 - 3  | Dinamo Zagabria | 0 - 1  | 1 - 2   |
| Valencia    | 3 - 1  | Roma            | 3 - 0  | 0 - 1   |

## Finale
| Squadra 1       | Totale | Squadra 2 | Andata | Ritorno |
| --------------- | ------ | --------- | ------ | ------- |
| Dinamo Zagabria | 1 - 4  | Valencia  | 1 - 2  | 0 - 2   |